# Chinesische Volksbank
Die Chinesische Volksbank (chinesisch 中國人民銀行 / 中国人民银行, Pinyin Zhōngguó Rénmín Yínháng; kurz 人行,  Rénháng, englisch People’s Bank of China, kurz PBC, PBOC) ist die Zentralbank der Volksrepublik China und verantwortet die Geld- und Währungspolitik für die chinesische Währung Renminbi. Sie wurde am 1. Dezember 1948 in Shijiazhuang gegründet und hat seit 1949 ihren Hauptsitz in Peking. Die Institution übernahm in den ersten 30 Jahren ihres Bestehens die Rolle einer Geschäfts- und Zentralbank, wobei sie lediglich ein ausführendes Staatsorgan war. Im Zuge eines langwierigen Transformationsprozesses wandelte sich die PBoC zu einer Institution, die sich ganz auf die traditionellen Zentralbankaufgaben konzentriert, wobei sie noch immer dem Staatsrat unterstellt ist.

## Geschichte

### Gründung
Die Chinesische Volksbank wurde noch vor Ausrufung der Volksrepublik China am 1. Dezember 1948 durch den Zusammenschluss der drei regionalen Zentralbanken Huabei Bank, Beihai Bank und Xibei Farmer Bank gegründet. Genauso wie ihre Vorgänger finanziert sie maßgeblich den Krieg der Kommunisten gegen die nationale Guomindang-Regierung. Der Gründungssitz war in Shijiazhuang (Hebei).

### Vorreformperiode (1949  bis 1978)
1949 übernahm die Kommunistische Partei, die eine Verstaatlichungs- und Zentralisierungsstrategie im Bankensektor verfolgte, in China die Macht. In diesem Jahr wurde der Sitz der PBoC nach Peking verlegt, wo sich bis heute ihr Hauptsitz befindet. Die ausländischen Banken wurden derart in ihrem Handlungsspielraum beschnitten, dass sie nach und nach abwanderten. Die Notenbank und andere staatliche Banken sowie private Finanzinstitute wurden zerschlagen und in die Organisationsstruktur der PBoC eingegliedert. Märkte für Aktien, Anleihen und andere Finanzderivate wurden geschlossen. Ergebnis dieser Zentralisierung war ein Bankensystem nach sowjetischem Vorbild, in dem es nur noch eine Bank gab. In diesem Monobankensystem übernahm die PBoC, wie es in Zentralverwaltungswirtschaften üblich war, sowohl die Aufgaben einer Zentralbank als auch die einer Geschäftsbank.

#### Institutionelle Einordnung der PBoC während der Vorreformperiode
Die PBoC war zeitweise lediglich eine Abteilung des Finanzministerium beziehungsweise ein Ministerium selbst, welches wie alle anderen Ministerien dem Staatsrat untergeordnet war. Die PBoC war somit ein ausführendes staatliches Organ, das bei der Ausübung ihrer Tätigkeit an Ziele und Planvorgaben der Regierung gebunden war.
Neben der PBoC existierten zwei weitere staatliche Institutionen, die auch heute noch Bestandteil des chinesischen Bankensystems sind. Die Bank of China (BOC) war für den Geldtransfer mit dem Ausland zuständig und stand unter der Leitung und Kontrolle der PBoC. Zu ihren Aufgaben zählte die Abwicklung der Außenhandelsfinanzierung und des internationalen Zahlungsverkehrs sowie die Durchführung von Devisengeschäften. Die People’s Construction Bank of China (PCBC) war für Infrastrukturprojekte verantwortlich und ein Organ des Finanzministeriums. Ihre Aufgaben waren die Überwachung von Bauprojekten, die Überprüfung des Budgets und die Sicherstellung, dass die Finanzmittel entsprechend der Investitionsplanung der Regierung verwendet wurden.

#### Aufgaben der PBoC während der Vorreformperiode
Während ihrer institutionellen Frühphase war die PBoC für die Produktion und Emission von Banknoten und Münzgeld, für die Steuerung des Geldangebotes und Kontrolle des Umlaufs von Banknoten und Münzgeld, für die Vergabe von Krediten an andere (staatliche) Wirtschaftseinheiten, für die Errichtung eines elektronischen Zahlungsverkehrssystems, für die landesweite Devisenbewirtschaftung, für die Festsetzung von Spar- und Kreditzinsen, für die Verwaltung von Währungsreserven und für die Verwaltung der Konten des Finanzministeriums verantwortlich.

### Reformen ab 1979
Im Zuge der gesamtwirtschaftlichen Reform- und Öffnungspolitik hat China seit 1979 in einem langwierigen Transformationsprozess von mehr als 20 Jahren sein Bankensystem erheblich umstrukturiert und erweitert. Ziel war dabei die Dezentralisierung des Finanzsektors.

#### 1979 bis 1993
Der elfte Kongress der Kommunistischen Partei Chinas vom 18. bis zum 22. Dezember 1978 markiert einen Wendepunkt in der wirtschaftlichen Entwicklung Chinas. Zum einen sollten Märkte zu einer effizienteren Verwendung von Ressourcen führen, um die gesamtwirtschaftliche Produktion und den Lebensstandard der Bevölkerung zu erhöhen. Zum zweiten wurde China infolge der Öffnungspolitik 1980 Mitglied im Internationalen Währungsfonds und in der Weltbank. Einhergehend mit diesen Entwicklungen galt es ein Bankensystem zu schaffen, dass die Volksrepublik China bei diesem Entwicklungsprozess unterstützt. Das bis dahin existierende Monobankensystem war für diese Unterstützung ungeeignet, sodass Diversifikationen im chinesischen Bankensystem erfolgen mussten. Während der ersten Reformperiode wurden die kommerziellen Geschäftsbankaufgaben der PBoC auf die folgenden vier unabhängigen aber im Staatseigentum stehenden Institute verteilt:
- Agricultural Bank of China (ABoC)
- Bank of China (BoC)
- People’s Construction Bank of China (PCBoC)
- Industrial and Commercial Bank of China (ICBoC).

Damit verlor die PBoC völlig ihre Geschäftsbankfunktionen und war von nun an ausschließlich mit den Aufgaben einer Zentralbank betraut. Ihre Aufgabenschwerpunkte lagen nun auf der Geldpolitik und der Finanzaufsicht. Das bisherige Monobankensystem wurde somit abgeschafft und der Aufbau eines zweistufigen Bankensystems eingeläutet. Die PBoC war jedoch nach wie vor direkt dem Staatsrat untergeordnet, das heißt, sie blieb eine Regierungsbehörde, deren Auftrag zuvorderst darin lag, die industriepolitisch bestimmten Kreditpläne umzusetzen. Darüber hinaus wurden weitere Geschäftsbanken gegründet, die nicht im Besitz des Zentralstaates waren. Mit ihnen ist das bisherige staatliche Bankenmonopol in der Volksrepublik China gebrochen und es entwickelte sich ein gewisser Bankenwettbewerb. Jedoch scheiterte dieser Versuch der beabsichtigten Trennung von Zentralbank- und Geschäftsbankfunktionen aufgrund personeller Verflechtungen und Interessenskollisionen.

#### 1994 bis 1997
Einen zweiten Anlauf zur Trennung der Zentralbank- und Geschäftsbankenfunktionen und damit ein vorläufiges Ende struktureller Veränderungen der PBoC stellten die Reformen des Bankensystems ab 1994 dar. Das 1995 in Kraft getretene Zentralbankgesetz (ZBG), welches in seiner Ausgestaltung auf Elemente des amerikanischen Federal Reserve Bank System zurückgreift, definierte erstmals ausdrücklich die geldpolitische Autorität der PBoC als Zentralbank. Diesem Gesetz zufolge soll die PBoC in ihren Entscheidungen nicht durch Lokalregierungen, Verwaltungen oder Einzelpersonen beeinträchtigt werden. Diese rechtliche Grundlage spricht der PBoC offiziell und verbindlich eine exponierte Stellung innerhalb des chinesischen Bankensystems zu und setzt ein signifikantes Zeichen hinsichtlich der Bedeutung der PBoC. Gleichzeitig untersagt das ZBG der PBoC explizit die Finanzierung von Haushaltsdefiziten und die Kreditvergabe an Organisationen der Zentral- und Lokalregierungen. Ziel der Reformen der 90er Jahre ist demnach eine Reduzierung der Einflussnahme unterschiedlichster politischer Instanzen auf die Zentralbank.

#### Ab 1997
Vor dem Hintergrund der Asienkrise wurde Ende 1997 eine neue Phase der Umwandlung des chinesischen Bankensystems eingeleitet. Die Autorität und Unabhängigkeit der PBoC wurde weiter gestärkt und damit einhergehend erfolgte eine Verstärkung der Aufsicht und Kontrolle der Banken. Um die Wirksamkeit der Bankenüberwachung durch die PBoC und ihrer Kreditpolitik zu erhöhen, wurde die Organisationsstruktur der PBoC verändert. Die bisherigen 31 Zweigstellen der PBoC auf der Provinzebene wurden nun auf 9 Filialen reduziert. Diese neugegründeten Filialen sind nun jeweils zuständig für einen größeren Raum, in dem Provinzgrenzen überschritten werden. Durch die neue Organisationsstruktur sollte die Einmischung lokaler Regierungen und sogenannter Provinzfürsten in die Tätigkeiten der PBoC verhindert und die Umsetzung ihrer Zentralbankpolitik effektiver realisiert werden.
Aus den Erfahrungen der Asienkrise wurde deutlich, wie wichtig ein funktionsfähiges Überwachungssystem für die Stabilität des gesamten Finanzsektors ist. Um eine klare Trennung zwischen monetären Aufgaben und Aufsichtsaufgaben zu erzielen, wurde die PBoC ab 1998 zunehmend von ihren Aufsichtsaufgaben entlastet. 1998 wurden die Aufsichtsaufgaben bezüglich der Versicherungsunternehmen auf die China Insurance Regulatory Commission (CIRC) und die Aufsichtsaufgaben bezüglich der Wertpapiergesellschaften auf die China Securities Regulatory Commission (CSRC) übertragen. Im Frühjahr 2003 wurde die Zentralbank durch Übertragung der Aufsichtsbefugnis für Kreditinstitute auf die China Banking Regulatory Commission (CBRC) vollständig von ihren Aufsichtsaufgaben entlastet und kann sich nunmehr ganz auf ihre monetäre Funktion konzentrieren. Die drei Aufsichtsbehörden sind wie auch die PBoC direkt dem Staatsrat der Volksrepublik China unterstellt.
Infolge der Reformen ist ein neues chinesisches Bankensystem entstanden, welches sich im Vergleich zur Vorreformperiode grundlegend verändert hat. Anstelle eines Monobankensystems hat sich eine vielfältige Bankenlandschaft entwickelt, in der das politische vom kommerziellen Bankwesen getrennt ist. Unter dem Dach der PBoC und unter der Kontrolle diverser Aufsichtsbehörden agieren und ergänzen sich staatliche Sonderinstitute (sog. Policy Banks), staatlich geführte Geschäftsbanken (sog. Big Four), landesweit als Kapitalgesellschaften operierende Geschäftsbanken (sog. nationale Geschäftsbanken), Kreditgenossenschaften, ausländische Banken und städtische Banken, die aus städtischen Kreditkooperationen entstanden sind und deren Geschäftstätigkeit sich hauptsächlich auf Städte konzentriert (sog. City Banken).
Trotz ihrer häufig betonten Unabhängigkeit in Bezug auf Lokalregierungen, Verwaltungen oder Einzelpersonen unterliegt die PBoC immer noch den Weisungen des Staatsrates. In Kapitel I, Artikel 2 ZBG heißt es: „The People´s Bank of China shall, under the leadership of the State Council, formulate and implement monetary stability […].“. Die PBoC ist somit eine Abteilung des Staatsrats und steht damit auf gleicher Stufe wie das Finanzministerium.

## Aufbau der PBoC

### Führungsspitze

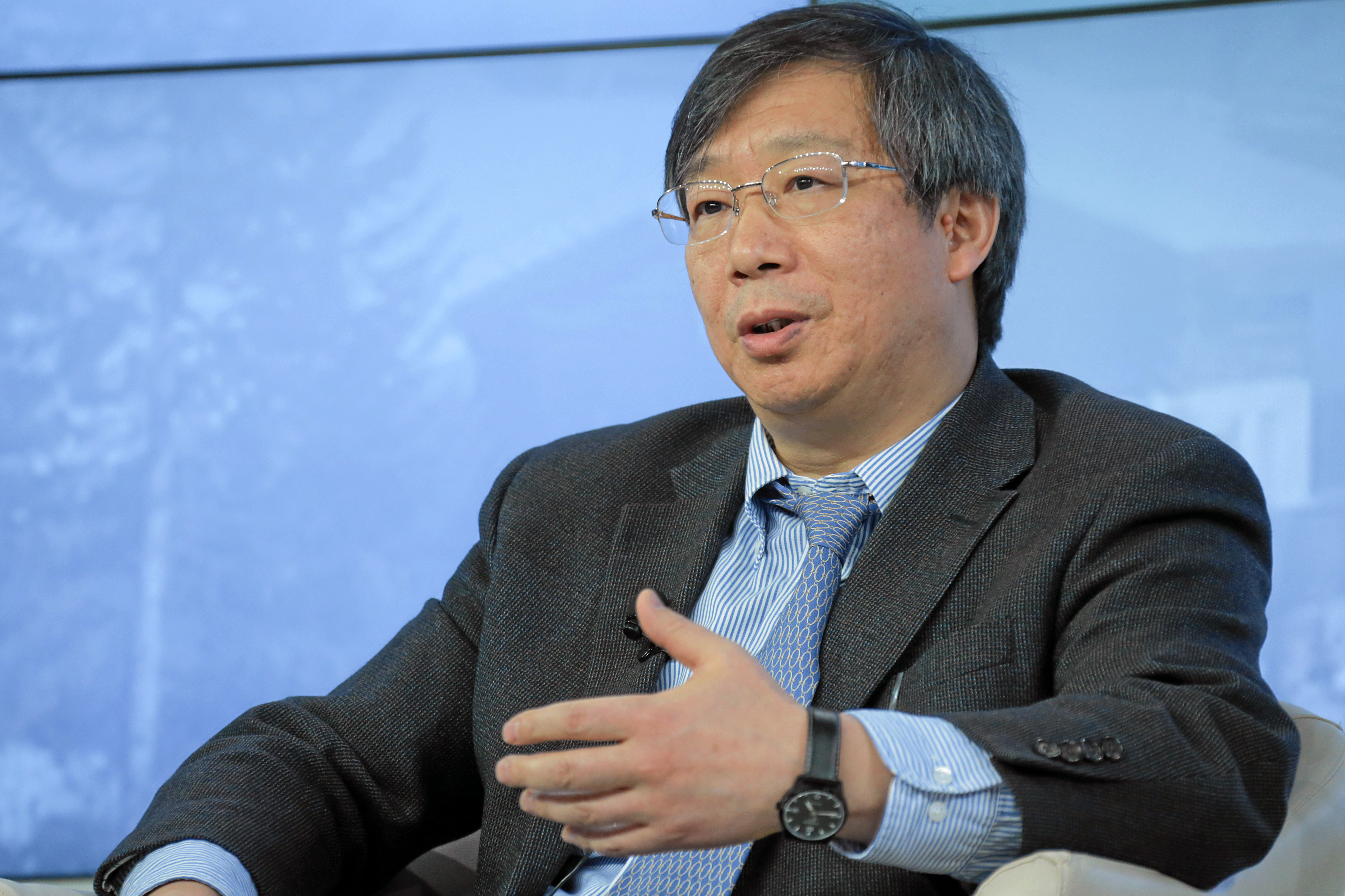
Yi Gang war von 2018 bis 2023 Gouverneur

Der hohe Einfluss des Staatsrates auf die PBoC spiegelt sich in ihrer Organisationsstruktur wider, die im Kapitel II des ZBG geregelt ist. Demnach steht an der Spitze der PBoC ihr Gouverneur, der vom Vorsitzenden des Staatsrates vorgeschlagen und vom Nationalen Volkskongresses bestimmt wird. Neben dem Zentralbankvorsitzenden, der die generelle Verantwortung für die Arbeit der Zentralbank trägt, agieren verschiedene stellvertretende Zentralbankvorsitzende, die den Gouverneur bei seiner Arbeit unterstützen. Die Stellvertreter werden vom Staatsratsvorsitzenden ernannt und abberufen (Kap. II, Art. 10 und 11 ZBG). Die PBoC hat ferner einen geldpolitischen Ausschuss zu gründen, dessen Aufgaben und Arbeitsverfahren vom Staatsrat vorgeschrieben werden und dem ständigen Ausschuss der nationalen Volksversammlung zu Protokoll zu geben sind (Kap. II, Art. 12 ZBG).
Derzeit setzt sich die Führungsspitze der PBoC aus 9 Mitgliedern zusammen.
| Name          | Funktion                                  |
| ------------- | ----------------------------------------- |
| Pan Gongsheng | Zentralbankvorsitzender                   |
| Hu Xiaolian   | Stellvertretende Zentralbankvorsitzende   |
| Liu Shiyu     | Stellvertretender Zentralbankvorsitzender |
| Yi Gang       | Stellvertretender Zentralbankvorsitzender |
| Wang Huaqing  | Amtsleiter Disziplinarabteilung           |
| Li Dongrong   | Stellvertretender Zentralbankvorsitzender |
| Guo Qingping  | Assistent des Zentralbankvorsitzenden     |
| Jin Qi        | Assistentin des Zentralbankvorsitzenden   |

| Amtszeit        | Name           |
| --------------- | -------------- |
| 10.1949–10.1954 | Nan HanChen    |
| 11.1954–10.1964 | Cao Ju Ru      |
| 10.1964–1966    | Hu Lijiao      |
| 05.1973–01.1978 | Chen Xiyu      |
| 05.1978–05.1982 | Li Baohua      |
| 05.1982–03.1985 | Lu Peijian     |
| 03.1985–04.1988 | Chen Muhua     |
| 04.1988–07.1993 | Li Guixian     |
| 07.1993–06.1995 | Zhu Rongji     |
| 06.1995–12.2002 | Dai Xianglong  |
| 01.2003–03.2018 | Zhou Xiaochuan |
| 03.2018–07.2023 | Yi Gang        |
| Seit 07.2023    | Pan Gongsheng  |

### Abteilungen
Die aus zwei Hauptstellen in Peking und Shanghai bestehende Zentrale der Bank gliedert sich in die Abteilungen Allgemeine Verwaltung, Rechtsangelegenheiten, Geldpolitik, Finanzmärkte, Finanzstabilität, Finanzaufsicht und Statistik, Rechnungswesen, Zahlungssysteme, Technik, Währungswesen, Staatskasse, Internationale Angelegenheiten, Internes Audit, Personal, Innenrevision, Kreditinformationssystem, Anti-Geldwäsche, Aus- und Fortbildung und Devisen.

### Regionalvertretungen
Seit der Umstrukturierung im Jahre 1998 gliedert sich der Unterbau der PBoC in neun regionale Niederlassungen, deren Zuständigkeitsbereiche sich nicht vollständig mit den administrativen Grenzen decken. Die regionalen und provinzübergreifenden Zentralbankfilialen befinden sich in Tianjin, Shanghai, Shenyang, Nanjing, Jinan, Wuhan, Guangzhou, Chengdu und Xian. Ebenfalls zur PBoC gehören die nationale Münz- und Notenpresse, die Clearingzentrale, das China Foreign Exchange Trading Center und Repräsentanzen an den internationalen Hauptfinanzplätzen.

### Gouverneure der PBoC
In der Geschichte der PBoC gab es bisher 11 Gouverneure.

## Aufgaben
Die Festlegung der Ziele der PBoC erfolgt im 1995 verabschiedeten Zentralbankgesetz. Dort heißt es in Kapitel I, Artikel 3: „The aim of monetary policies shall be to maintain the stabillity of the value of the currency and thereby promote economic growth.“ Die PBoC hat demzufolge als primäres Ziel den Erhalt der Geldwertstabilität und als Nebenziel die Förderung des Wirtschaftswachstums.
Die Aufgaben der PBoC umschließen im Einzelnen:
- Gestaltung und Durchführung der Geldpolitik (Kap. I, Art. 4, Abs. 2 ZBG)
- Ausgabe der chinesischen Währung, des Yuan Renminbi, sowie die Kontrolle des Renminbi-Umlaufs (Kap. I, Art. 4, Abs. 3 ZBG)
- Festlegung des Wechselkurses des Renminbi gegenüber anderen Währungen (Kap. I, Art. 4, Abs. 5 ZBG)
- Verwahrung und Verwaltung der staatlichen Fremdwährungs- und Goldreserven (Kap. I, Art. 4, Abs. 6 ZBG)
- Verwaltung der Staatsfinanzen, Emission von Staatsanleihen im Auftrag des Finanzministeriums (Kap. I, Art. 4, Abs. 8 ZBG)
- Verantwortlichkeit für Statistiken, Untersuchungen, Analysen und Prognosen des Bankensektors (Kap. I, Art. 4, Abs. 11 ZBG)
- Weitere Funktionen nach Maßgabe des Staatsrates (Kap. I, Art. 4, Abs. 13 ZBG)

### Durchführung der Geldpolitik
Die PBoC bedient sich gemäß dem Zentralbankgesetzes von 1995 bei der Durchführung der Geldpolitik aus einem Instrumentenbaukasten, der es der PBoC ermöglicht, flexibel auf die wirtschaftlichen Entwicklungen in China reagieren zu können. Deshalb wird das der PBoC zur Verfügung stehende Instrumentarium im ZBG möglichst allgemein formuliert. In Kapitel IV, Artikel 23 ZBG wird ausdrücklich darauf hingewiesen, dass die PBoC das Recht hat, die Instrumente weiter zu spezifizieren.
Das Zentralbankgesetz macht damit deutlich, dass die Reformbewegung der marktwirtschaftlichen Orientierung folgt.
Bei der Durchführung der Geldpolitik bedient sich die PBoC folgender Instrumente:
- Mindestreservevorschriften (Kap. IV, Art. 23, Abs. 1 ZBG)
- Leitzinssätze und Zinsvorgaben (Kap. IV, Art. 23, Abs. 2 ZBG)
- Rediskontgeschäfte (Kap. IV, Art. 23, Abs. 3 ZBG)
- Kreditvergabe an Geschäftsbanken (Kap. IV, Art. 23, Abs. 4 ZBG)
- Offenmarktgeschäfte (Kap. IV, Art. 23, Abs. 5 ZBG)

### Festlegung des Wechselkurses des Renminbi
Bis zum Beginn des Jahres 2005 war der Wechselkurs des Renminbi an den US-Dollar gebunden. Im Juli 2005 wurde diese Bindung aufgehoben. Seitdem orientiert sich der Renminbi-Wechselkurs an einem Währungskorb, in dem neben dem US-Dollar auch der Euro, der japanische Yen und der südkoreanische Won enthalten sind. Die Bandbreite, innerhalb derer der Wechselkurs des Renminbi nun um den US-Dollar schwanken darf, beträgt ±0,5 %. Demzufolge ist immer noch eine, wenn auch flexiblere, Kopplung an den US-Dollar vorhanden. Momentan liegt der Kurs des Renminbi gegenüber dem US-Dollar bei 7,248268 Yuan (Renminbi ist die chinesische Währung, die Einheit des Renminbi ist Yuan).

## Internationale Rolle
Laut dem „Bericht über die Internationalisierung des RMB im Jahr 2020“, der Ende August 2020 von der Chinesische Volksbank veröffentlicht wurde, hat die Chinesische Volksbank RMB-Clearingbanken in 25 Ländern und Regionen außerhalb von Festlandchina Ende 2019 eingerichtet.
Von internationaler Seite wird die Kritik laut, dass der Renminbi-Kurs gegenüber dem US-Dollar unterbewertet sei und China dazu dient, seine Exportwirtschaft zu fördern. Der PBoC wird unterstellt, der Kurs des Renminbi werde künstlich niedrig gehalten, um China einen Wettbewerbsvorteil im Exportgeschäft – Chinas wichtigstem Wirtschaftstreiber – zu verschaffen. Schätzungen der Weltbank zufolge wird das chinesische BIP für das Jahr 2009 um 8,4 % im Vergleich zum Vorjahr wachsen. Einhergehend mit solch einem Wirtschaftswachstum müsste die Währung Chinas deutlich aufgewertet werden. Doch China hält den Kurs weiter unten, um seine Exportwirtschaft zu fördern. Der Druck auf die PBoC, den Kurs des Renminbi zu erhöhen, wächst weiter an. Die PBoC hält diesem Druck momentan noch Stand und spricht von einem „stabilen Yuan“. Mit einer Aufwertung ist vor dem 2. Halbjahr 2010 nicht zu rechnen.
Weiterhin hat China in den vergangenen Jahren dank seines Wirtschaftsbooms und seiner starken Exportleistung die größten Währungsreserven der Welt angesammelt. Da chinesische Unternehmen mit ihren Exporten große Mengen an US-Dollar einnehmen, tauscht die chinesische Zentralbank sie gegen Renminbi und legt die eingenommenen US-Dollar in amerikanischen Staatsanleihen an. Damit der staatlich gewünschte Wechselkurs zum US-Dollar erhalten bleibt, muss die chinesische Zentralbank ständig am Devisenmarkt intervenieren, indem sie Yuan verkauft und US-Dollar ankauft, um das Dollar-Angebot und die Yuan-Nachfrage auszugleichen. Bis zum Juli 2009 hat China Devisenreserven in Höhe von 2,13 Bio. US-Dollar angesammelt. Darunter befinden sich US-Staatsanleihen in Höhe von 763,5 Mrd. US-Dollar (Stand Juni 2009). Damit ist China der größte Gläubiger der USA. Sollte China massiv US-Staatsanleihen verkaufen, würde dies zu einem starken Preisverfall der US-Staatsanleihen führen. Dies hätte auch negative Auswirkungen auf den US-Dollar, was den Wert der chinesischen Devisenbestände stark verringern könnte. China und die USA befinden sich demnach in einer gegenseitigen Abhängigkeit, wobei Amerika von Chinas Devisenpolitik und China vom Kurs des US-Dollars abhängig ist. Weiterhin sprechen Regierungskreise in Peking bereits von einer Dollar-Falle. Die inzwischen riesigen chinesischen Devisenbestände in US-Dollar und ein momentan schwächelnder US-Dollar lässt Chinas Regierungsvertreter in Besorgnis geraten. Aus Sorge um die Sicherheit ihrer Währungsreserven fordert die chinesische Regierung einen stabilen US-Dollar und ist demnach daran interessiert, die Wirtschaft der Vereinigten Staaten zu unterstützen.
Auf dem One Planet Summit 2017 war die Chinesische Volksbank eines der acht Gründungsmitglieder des Networks for Greening the Financial System (NGFS), um das Risikomanagement im Finanzsektor zu Umweltrisiken und Auswirkungen der globalen Erwärmung weiterzuentwickeln und im Sinne des grünen Finanzwesen (englisch green finance) Mittel für den Übergang zu einer nachhaltigen Wirtschaft zu mobilisieren.